# Houston, Houston, me recevez-vous ?
Houston, Houston, me recevez-vous ? (titre original : Houston, Houston, Do You Read?) est un roman court de James Tiptree, Jr. (pseudonyme d'Alice Sheldon) paru en 1976. Il a remporté le prix Nebula du meilleur roman court 1976 et le prix Hugo du meilleur roman court 1977. Ce roman court présente un monde constitué uniquement de femmes et les problématiques qui émergent lorsque trois astronautes de sexe masculin entrent en contact avec elles. Il a été traduit en français une première fois par Jean-Daniel Brèque en octobre 1986 dans le recueil de nouvelles Le Livre d'or de la science-fiction : James Tiptree paru aux éditions Presses Pocket. Les éditions Le Bélial' rééditent l'œuvre dans un ouvrage dédié en 2023 dans la collection Une heure-lumière avec une traduction révisée par Jean-Daniel Brèque.

## Description
Houston, Houston, me recevez-vous ? est apparu pour la première fois dans l'anthologie Aurora: Beyond Equality, éditée par Vonda McIntyre et Susan J. Anderson, publiée par Fawcett en mai 1976. Il a ensuite été republié plusieurs fois (entre autres dans les recueils de nouvelles de James Tiptree, Jr. Star Songs of an Old Primate (en) en 1978 et Her Smoke Rose Up Forever (en) en 1990). En 1989, le roman court a été publié dans un livre de poche de la collection Tor Doubles (numéro onze) avec le roman court Âmes de Joanna Russ.

## Résumé
L'histoire met en scène un équipage de trois astronautes masculins lancés dans un futur proche pour une mission circumsolaire dans le vaisseau spatial Sunbird . Une grande éruption solaire endommage leur vaisseau et les laisse dériver puis se perdre dans l'espace. Ils font des tentatives répétées pour contacter la NASA à Houston, en vain. Bientôt, cependant, ils commencent à capter d'étranges communications radio.
Les astronautes sont étonnés que presque toutes les voix soient féminines, généralement avec un fort accent australien. Ils entendent des conversations sur des sujets personnels (y compris la naissance d'une vache) ainsi que des termes d'argot inconnus. Diverses théories sont discutées par les astronautes perplexes : hallucinations ? leurre ? puissance hostile essayant de les tromper ? Ces derniers enregistrent et rejouent les conversations encore et encore, essayant de comprendre ce qu'il se passe. Bientôt, ils se rendent compte que ces personnes inconnues les connaissent et leur proposent une aide.
Au début, le commandant du Sunbird refuse de communiquer avec elles, méfiant quant à leurs motivations. Alors qu'elles continuent à implorer les astronautes d'accepter leur offre de sauvetage, les hommes sont refroidis d'entendre leur mission évoquée en termes historiques. Ils se rendent compte qu'ils ont été déviés non seulement dans l'espace mais aussi dans le temps et que leur vol a été perdu il y a trois siècles. On leur donne des détails bruts sur la Terre actuelle : un cataclysme indéfini a réduit la population humaine à quelques millions. Finalement, le Sunbird accepte de rencontrer le vaisseau spatial Gloria pour permettre aux astronautes de sortir dans l'espace en toute sécurité.
Le Gloria est une énigme pour eux. En plus d'avoir un équipage presque entièrement féminin, le navire est désordonné et encombré de plantes et d'animaux à bord. La technologie utilisée sur le vaisseau ne leur semble pas très avancée après un si long laps de temps écoulé ; ils trouvent étrange que certaines des fonctions soient alimentées par des vélos. Leur choc culturel est aggravé par les réponses énigmatiques et incomplètes qu'on leur donne concernant la Terre.
Petit à petit, les trois astronautes recueillent des indices à la suite d'observations et de lapsus des femmes du Gloria. Alors que les membres d'équipage se réfèrent souvent à leurs « sœurs », il n'y a aucune mention de maris, de petits amis ou de familles. Il y a deux personnes jumelles à bord (nommées Judy), mais l'une semble plus âgée que l'autre. Le seul homme, un adolescent nommé Andy, semble étrangement féminin. La technologie, la science et la culture en général, semblent être relativement peu avancées compte tenu des siècles qui se sont écoulés.
Finalement, ils apprennent la vérité. Une peste a anéanti la plupart des vies humaines, y compris tous les hommes. Seules environ 11 000 femmes ont survécu, principalement concentrées en Australasie et dans quelques autres régions. Jusqu'à récemment, elles ne se reproduisaient que par clonage, de sorte que la plupart des femmes sont des clones des 11 000 génotypes originaux. Les bébés sont élevés en commun dans des crèches, et tous les membres de chaque génotype sont encouragés à ajouter leur histoire à un livre qui est transmis pour l'inspiration et l'éducation des futures « sœurs ». Certains génotypes reçoivent des traitements androgènes précoces (d'où Andy, que les astronautes pensaient être un homme) pour augmenter leur volume et leur force dans le but de réaliser des tâches plus physiques.
L'équipage du Sunbird réagit à ces révélations de différentes manières. Le commandant considère qu'il s'agit d'une grande tragédie et croit qu'il a été choisi par Dieu pour réassigner les femmes à leurs rôles prévus et les ramener sur le vrai chemin avec les hommes en tant que leaders de la société et de la famille. Un autre anticipe avec impatience la perspective de millions de femmes qui n'ont pas connu le toucher d'un homme, croyant que les femmes sont toutes sexuellement insatisfaites sans un homme, et se livre à de violents fantasmes sexuels de domination.
Le troisième membre d'équipage — le narrateur — diffère des deux autres en ce qu'il est un homme intellectuel sans grand développement physique — les deux autres hommes le méprisent pour ses qualités ringardes, et il repense à tous les abus et brimades qu'il a subis. Il a été victime au fil des ans d'hommes comme eux. Il se rend compte que leurs sentiments de supériorité et d'importance les aveuglent sur ce qui se passe réellement : lui et ses coéquipiers ont reçu un médicament psychotrope — cela les désinhibe et les amène à montrer leur « vrai moi » et à exprimer leurs pensées. Il se rend compte que les traits de violence et de domination qu'ils ont montrés sont inacceptables dans le nouveau monde des femmes, et qu'ils vont tous être tués, y compris lui-même. Il essaie de leur expliquer que bien qu'il ait exprimé des pensées sexuelles avec des mots agressifs et violents, il ne matérialiserait jamais de telles pensées. Les femmes expliquent qu'elles n'ont même pas de telles pensées. Elles se contentent de vivre dans un monde de femmes, et elles ne veulent pas de leadership. Leur étude de ces trois astronautes a montré qu'autoriser les hommes sur Terre poserait des risques inacceptables, elles se contentent donc maintenant d'étudier les hommes et d'obtenir des informations utiles et (dans le cas de l'astronaute trop amoureux) des échantillons de sperme, vraisemblablement pour introduire de nouveaux gènes afin de créer de nouveaux génotypes.

## Personnages
Norman « Dave » Davis : astronaute ayant le grade militaire de Major. Dave est le commandant de l'équipe en mission. Il est un fervent partisan de la foi chrétienne et cela motive ses actions dans le récit. Dave croit que les femmes clones ont été induites en erreur et qu'elles vivent dans les ténèbres. Il se voit comme un messie, envoyé par Dieu pour délivrer ces femmes de leurs péchés. Il veut être leur chef et montrer aux femmes comment elles doivent agir (selon sa foi biblique). Dave croit que les femmes devraient être soumises aux hommes et qu'elles sont incapables de diriger leur propre gouvernement, leur société et leurs systèmes économiques.
Berhnard « Bud » Geirr : astronaute et mâle « alpha » violent. Bud est arrogant et violent. Il se considère comme un « dieu » que les femmes clones devraient vénérer. Il se lance dans l'idée de dominer les femmes et de les contrôler en tant que leader. Il est d'avis que les hommes sont meilleurs, plus forts et plus intelligents que les femmes.
Orren « Doc » Lorimer : astronaute et scientifique. Alors que le roman est écrit à la troisième personne, il est filtré à travers le regard d'Orren Lorimer. Les lecteurs peuvent voir ses pensées et ses émotions tout au long de l'histoire. Il se voit (et est vu par les autres) comme un mâle « bêta », qui veut désespérément être « alpha » comme ses coéquipiers Bud et Dave. Orren Lorimer se débat avec son identité masculine et ce que signifie être un homme. Même Bud et Dave le voient comme plus semblable aux clones féminins du vaisseau que comme l'un des membres masculins de leur équipe.
Lady Blue : elle agit en tant que capitaine du vaisseau, bien qu'elle ne revendique pas le titre de « capitaine ». Elle est la plus ancienne des clones du vaisseau et a donc tendance à prendre les devants.
Connie : Connie est assez calme et ne veut pas divulguer les informations de leur monde à Orren Lorimer. Elle est celle qui parle et interagit le plus avec Orren Lorimer. Il est clair qu'elle, ainsi que les autres femmes, voient ces trois hommes comme intéressants à observer, mais finalement dangereux pour leur mode de vie.
Andy : on pense qu'Andy est un homme dans une grande partie du récit. Cependant, elle est une femme et a reçu un traitement précoce aux androgènes pour augmenter sa force physique dans le but de réaliser certains travaux. D'autres Andy (ou Kay) ont également reçu ce traitement pour compenser le manque de physique masculin qui est utile pour le travail manuel.
Judy Paris/Dakar : les deux Judy sont très bavardes et excitables. Elles aiment marcher dans la salle de sport et parler entre elles et avec Orren Lorimer. Ce sont elles qui disent à ce dernier qu'elles sont toutes des clones et expliquent comment le monde est maintenant dirigé.

## Thèmes

### Féminisme
James Tiptree, Jr. est un écrivain de science-fiction qui est devenu célèbre grâce à sa discussion sur le genre et la nature dans les années 1970. Son roman court Houston, Houston, me recevez-vous ? vise à aider les lecteurs à comprendre la nature de l'inégalité tout en promouvant les droits des femmes. James Tiptree, Jr. a également abordé la nature du genre en (dé)naturalisant la violence masculine. Dans le récit, ce sont Dave et Bud qui expriment le plus de haine envers les femmes. Les deux hommes ont de fortes identités masculines, et ils pensent qu'ils ont été envoyés dans le futur pour « accomplir » la vie des femmes. Dave et Bud croient tous les deux que les femmes ne sont pas aptes à diriger seules une société prospère. Bien que Lorimer soit aussi un homme, il lutte contre la virilité. Il veut désespérément se connecter avec Dave et Buck au niveau masculin. James Tiptree, Jr. exprime chaque personnage masculin avec une misogynie déguisée afin de montrer les réalités de la discrimination. Chaque homme discrimine les femmes d'une manière différente. Dave utilise son christianisme biblique comme excuse et explication pour expliquer pourquoi les hommes sont supérieurs aux femmes. Il croit que Dieu a ordonné que les femmes soient soumises aux hommes de toutes les manières. À l'inverse, Bud n'est pas chrétien, mais croit qu'il (et tous les hommes) sont tellement désirés par les femmes qu'elles ne peuvent pas vivre sans lui. Il croit que les femmes sont inintelligentes et physiquement faibles et, par conséquent, biologiquement inférieures aux hommes. Il est assez ouvertement misogyne et cela se transforme en violence physique. Dave se voit comme un Dieu qui est envoyé dans le futur pour conquérir les femmes et les maîtriser parce qu'il est un homme et le dirigeant « idéal » qui sait le mieux. Dave utilise sa religion comme une explication valable pour subjuguer les femmes. Enfin, Lorimer ne veut pas admettre qu'il croit que les femmes sont inférieures aux hommes. Il lutte avec ses désirs charnels de dominer les femmes, de les violer et de les maltraiter. Cependant, Lorimer est conscient de l'inacceptabilité de ces désirs et essaie de défendre les femmes. On peut noter que la seule raison pour laquelle Lorimer essaie d'apaiser ces femmes et de ne pas les dominer, est le fait qu'elles ont le pouvoir. Si la situation était différente, il n'est pas déraisonnable de supposer que Lorimer soutiendrait Dave et Bud et dominerait, contrôlerait et abuserait physiquement, mentalement et émotionnellement ces femmes. Bien que Lorimer ne soit pas un mâle « alpha » comme ses collègues astronautes, il désire conserver profondément ses qualités masculines. Lorimer suit l'exemple de Dave et Buck concernant la façon dont ils traitent les femmes. Les traits de Lorimer affectent l'histoire parce que ses actions prouvent que les hommes ont tendance à avoir des qualités similaires. Bien que Lorimer ne soit pas un personnage dur, au fond, il exprime aussi des nuances de misogynie. James Tiptree, Jr. utilise le personnage de Lorimer pour montrer que tous les hommes expriment des désirs similaires.

### Violence masculine
Houston, Houston, me recevez-vous ? est dominé par un thème de la violence masculine. La drogue que l'équipage masculin reçoit sur le Gloria les amène à exprimer verbalement toutes leurs pensées, mais à le faire sans le savoir. Cela permet à l'équipage féminin du vaisseau d'avoir un aperçu de ce qui se passe dans leur esprit. On peut en déduire à travers les derniers paragraphes de l'œuvre que les femmes n'ont jamais vraiment eu l'intention de ramener les hommes vivants sur la Terre car cela entraînerait un trop grand risque pour leur mode de vie. Lady Blue dit à Lorimer, « Mais le combat est fini depuis longtemps. Il a pris fin avec vous, je crois bien. Nous ne pouvons pas nous permettre de vous laisser en liberté sur Terre et nous ne disposons pas de facilités d'accueil pour des personnes souffrant de vos problèmes émotionnels. ». Les femmes de la Terre ne sont plus habituées à la violence que les hommes perpétuaient lorsqu'ils habitaient eux aussi la Terre. La démonstration de violence masculine atteint son paroxysme lorsque Bud attaque Judy. Sa violence sexuelle est visible, sans souci du consentement ou de la sécurité. Son seul objectif est sa propre satisfaction, blesser les femmes dans le processus ne le concerne pas. Cependant, Bud n'est pas le seul des trois hommes à avoir des tendances violentes. Dave montre également sa violence lorsqu'il brandit une arme à feu, tentant de prendre le commandement des femmes par une menace de violence. Les femmes sont imperturbables et elles le désarment avec l'aide de Lorimer, éliminant la menace qu'il faisait peser sur elles. Lorimer est le moins violent des trois, mais cela ne veut pas dire qu'il est dépourvu de tendances violentes. Il a également des fantasmes de viol et il les a exprimés à haute voix (sans le savoir) à cause de la drogue qui lui a été administrée. Lorimer est captivé par le fait de voir Bud violer Judy. Il ne veut pas que Bud s'arrête, mais sait que la situation est violente et inacceptable. Les trois hommes montrent leur nature violente, en particulier leur nature sexuelle violente. Les femmes le voient et suggèrent aux lecteurs que ce type de violence n'existe plus sur Terre. Elles décident que permettre à ces hommes de vivre pose un trop grand risque pour leur société de par la violence masculine qui suivrait l'arrivée de ces trois hommes dans leur monde.

### Environnementalisme
Le vaisseau est équipé d'une serre qui agit comme un système de gestion des déchets et d'apport d'oxygène. Les déchets fertilisent les plantes qui absorbent le CO2 et la lumière du soleil lorsque les fenêtres sont tournées vers le soleil, puis pompent l'oxygène. Les femmes ont également des animaux à bord : des grillons, des poules et des iguanes parmi les animaux nommés. Les femmes ont mélangé la technologie et la nature pour leur offrir le meilleur des deux. Les femmes de la Terre semblent être assez soucieuses de l'environnement et cet engagement envers la nature n'est pas ignoré, même dans l'espace. L'auteur Murphy Graham suggère que ces femmes présentent également des tendances d'insectes : il y a des similitudes entre le comportement des femmes au sein de leur vaisseau avec une ruche d'abeilles ou une colonie de fourmis ; elles travaillent ensemble avec un objectif commun. Ainsi, le sabotage et la violence au sein de leur espèce sont rares, voire inexistants.  Lorimer note cette mentalité de ruche lorsqu'il observe deux des femmes parler pendant l'exercice, « ... comme des fourmis, pense-t-il. Elles se frottent les antennes à chaque fois qu'elles se rencontrent ».

### La religion comme forteresse
Dave voit les femmes comme des moutons perdus en l'absence de contrôle d'une figure masculine. James Tiptree, Jr. prend les idéaux d'oppressions religieuses issues de la société patriarcale et essaie de les mettre en œuvre au sein de cet espace matriarcal. Dave prend la place de figure de proue masculine malgré son objectif de réaligner les femmes sous le contrôle de Dieu. Cependant, tout comme beaucoup l'ont fait avec la religion du passé, la puissance supérieure n'est promue sous aucune forme par Dave ; seul ce dernier en voit l'avantage.

## Adaptations et influences
Houston, Houston, me recevez-vous ? a été adapté en tant que drame radiophonique pour la série Sci-Fi Radio de la National Public Radio. Il a été diffusé à l'origine sous forme de deux émissions d'une demi-heure, les 4 et 11 février 1990.
Houston, Houston, me recevez-vous ? est référencé dans le dialogue du premier numéro de la bande dessinée post-apocalyptique Y, le dernier homme scénarisé par Brian K. Vaughan, qui dépeint également une peste qui tue tous les hommes, trois astronautes qui ont survécu à celle-ci en orbite, et une nouvelle société féminine qui survit par clonage.